# Auvers-Saint-Georges
Auvers-Saint-Georges é uma comuna francesa na região administrativa da Ilha de França, no departamento de Essonne. Estende-se por uma área de 12.99 km². Em 2010 a comuna tinha 1 294 habitantes (densidade: 99,6 hab./km²).